# Campeonato de Wimbledon 1939
La edición 59.º del Campeonato de Wimbledon se celebró entre el 26 de junio y el 7 de julio de 1939 en las pistas del All England Lawn Tennis and Croquet Club de Wimbledon, Londres, Inglaterra.
El cuadro individual masculino lo iniciaron 128 jugadores mientras que el femenino lo iniciaron 96 tenistas.

## Hechos destacados
En la competición individual masculina se impuso el americano Bobby Riggs logrando el único título que obtendría en el torneo al imponerse en la final al americano Elwood Cooke.
En la competición individual femenina la victoria fue para la estadounidense Alice Marble logrando el único título que obtendría en Wimbledon al imponerse a la británica Kay Stammers.

## Palmarés
| Seniors              | Vencedor                  | Resultado               | Finalista                      | Finalista |
| -------------------- | ------------------------- | ----------------------- | ------------------------------ | --------- |
| Individual masculino | Bobby Riggs               | 2–6, 8–6, 3–6, 6–3, 6–2 | Elwood Cooke                   |           |
| Individual femenino  | Alice Marble              | 6–2, 6–0                | Kay Stammers                   |           |
| Dobles masculino     | Elwood Cooke Bobby Riggs  | 6–3, 3–6, 6–3, 9–7      | Charles Hare Frank Wilde       |           |
| Dobles femenino      | Sarah Fabyan Alice Marble | 6–1, 6–0                | Helen Hull Jacobs Billie Yorke |           |
| Dobles mixto         | Alice Marble Bobby Riggs  | 9–7, 6–1                | Nancy Brown Frank Wilde        |           |

## Cuadros Finales

### Torneo individual  femenino
| Predecesor: 1938                         | Campeonato de Wimbledon 1939 | Sucesor: 1946                                       |
| Predecesor: Torneo de Roland Garros 1939 | Grand Slam 1939              | Sucesor: Campeonato nacional de Estados Unidos 1939 |

- Datos: Q647980